# Столкновения на границе Израиля с сектором Газа (2018—2019)
Столкновения на границе Израиля с сектором Газа (или «Великий марш возвращения») — кампания массовых антиизраильских выступлений палестинцев на границе между сектором Газа и Израилем, организованная движением ХАМАС весной 2018 года. Кампания была запланирована на шесть недель, с 30 марта 2018 года, годовщины «дня Земли», и до 15 мая 2018 года, 70-й день «Накба».
Согласно контролируемому ХАМАС «Палестинскому информационному центру», ХАМАС назвал эту кампанию выступлений «Великим маршем возвращения» с тем, чтобы привлечь внимание к праву всех поколений палестинцев на возвращение на территории, ставшие 70 лет назад Израилем.
Сотни демонстрантов (30 марта), общее число которых составило от 30 до 50 тысяч человек, начиная с 30 марта, вступали в стычки с военнослужащими Армии обороны Израиля у разделительного барьера на границе, забрасывая их камнями и бутылками с зажигательной смесью и пытаясь повредить заграждения горящими покрышками. В ответ армией были применены водометы и другие средства для разгона демонстраций, а в ряде случаев — и огонь на поражение, что привело к десяткам человеческих жертв среди участников марша. Минимум двое из них были убиты в перестрелке при попытке приблизиться к барьеру с огнестрельным оружием.
Совет Безопасности ООН на чрезвычайном заседании 31 марта 2018 года осудил применение насилия в секторе Газа. Израиль, со своей стороны, отвергает обвинения в непропорциональном применении силы, настаивая на том, действует в рамках закона и использует оружие, чтобы «не допустить вторжения многотысячных толп, нацеленных „на убийства и совершение терактов“».
Регулярные столкновения с израильской армией в рамках «марша возвращения», продолжались на границе сектора с Израилем и в 2019 году, достигая наибольшего размаха по пятницам. По мере приближения годовщины «марша», по данным израильских СМИ, возрастала и «деятельность» активистов, сопровождаемая запуском воздушных шаров со взрывчатыми и/или легковоспламеняющимися веществами в сторону территории Израиля и нападениями на его военных.

## Предыстория
Начало массовой акции в секторе Газа 30 марта 2018 года было приурочено ко «Дню земли», который установлен в память о шести арабах, погибших в 1976 году в ходе насильственных протестов, направленных против экспроприации правительством Израиля сотен земельных наделов израильских арабов в Галилее. Целью марша было напомнить о судьбе палестинских беженцев, которые, спасаясь от израильских войск, потеряли свои земельные участки и ныне живут в разных странах мира. Палестинские беженцы, число которых вместе с потомками оценивается в 5 миллионов, ныне добиваются права на возвращение в свои дома, брошенные когда-то на территории Израиля. Это считается неприемлемым в Израиле, где полагают, что данная проблема должна решаться в рамках создания палестинского государства или посредством ассимиляции в местах нынешнего проживания палестинских беженцев. В самом секторе Газа, по оценкам ООН, беженцы и их потомки составляют 1,3 млн из 2 млн его жителей. Завершение марша его устроителями планировалось на 15 мая 2018 года, когда палестинцы ежегодно отмечают Накбу — день национальной «катастрофы», произошедшей в результате Арабо-израильской войны (1948—1949) и последующих событий.

## Хронология событий

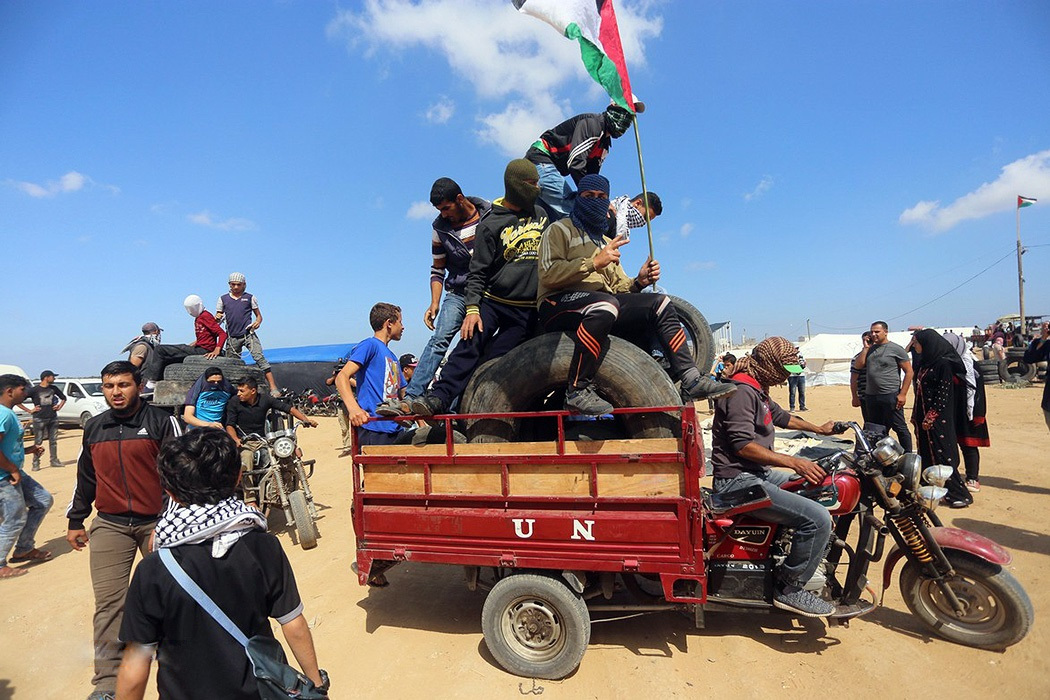
На границе сектора Газа и Израиля, 15 мая 2018

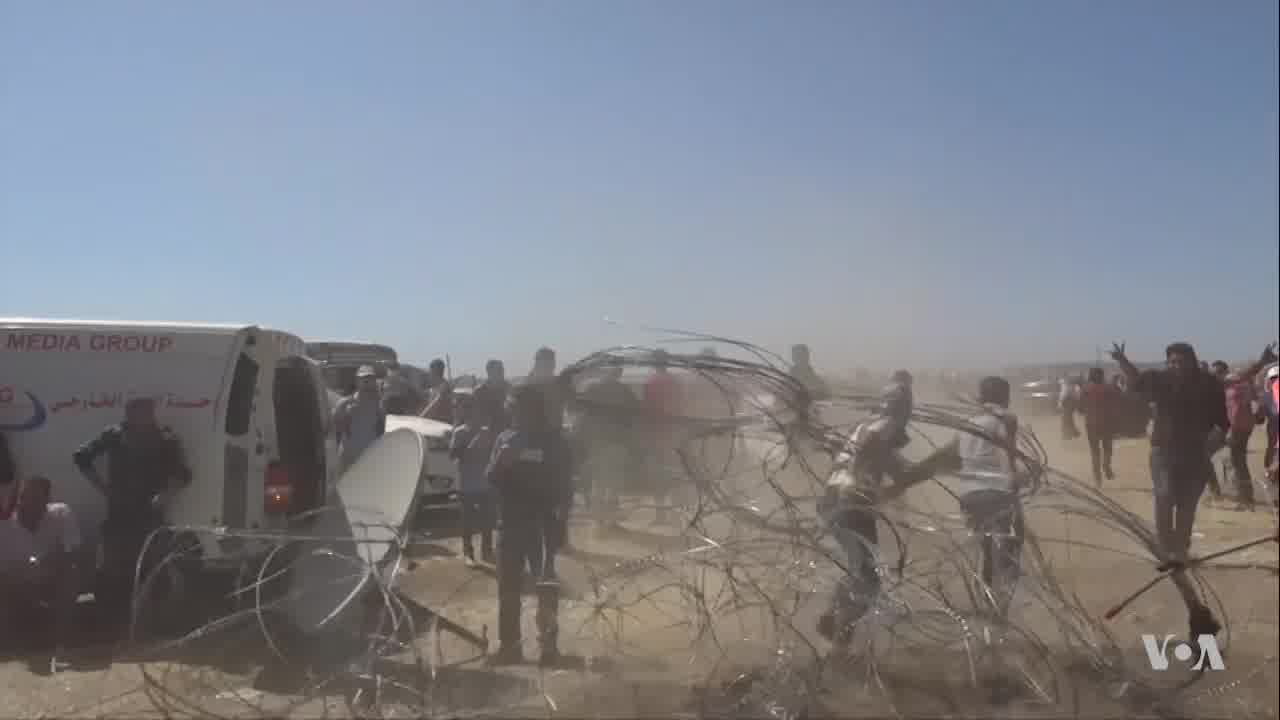
Палестинцы оттаскивают сорванное пограничное ограждение между Израилем и Газой, 15 мая 2018

30 марта 2018 года по призыву ХАМАС после полуденной молитвы от 30 до 50 тысяч палестинцев вышли на «Великий марш возвращения», который развернулся под лозунгами солидарности с беженцами, желающими вернуться в свои дома, «брошенные, но не забытые», в пределах современного Израиля. Наиболее решительные активисты в шести местах вышли к забору на границе сектора Газа, которую Израиль заранее объявил «закрытой военной зоной». Ещё накануне Армия обороны Израиля, получив разведданные о готовящемся марше, расположила по периметру забора несколько боевых бригад, задействовала бронетехнику, беспилотники и вертолёты. Согласно местным СМИ, погибло «минимум 15 палестинцев». В своем обращении к собравшимся у границы лидер ХАМАС Исмаил Хания сказал: «Мы не уступим ни одной пяди палестинской земли. Для Палестины нет альтернативы и нет никакого другого решения, кроме возвращения территорий».
В ходе марша сотни молодых демонстрантов "пытались повредить (пограничные) заграждения горящими покрышками, швыряли камни и бутылки с зажигательной смесью. Израильские военные отвечали спецсредствами и огнём на поражение по «главным зачинщикам». Во второй половине дня двое вооруженных сторонников Хамаса отделились от толпы и попытались приблизиться разделительному барьеру, открыв огонь по израильским военнослужащим. В результате перестрелки, они были убиты, а их тела переправлены на израильскую территорию. В первый день марша, согласно медицинским отчётам Газы, погибли 14 демонстрантов и 1200 были ранены. Пресс-секретарь израильской армии Ронен Манлис обвинил исламистские власти сектора в «циничном использовании» женщин и детей в своих политических целях и сообщил, что «все погибшие — мужчины в возрасте от 18 до 30 лет». Согласно представленным 1 апреля израильским данным, минимум 10 из 14 погибших, были и ранее связаны с террористической деятельностью и были убиты во время подобных действий 30 марта.
30 марта 2018 года стало самым кровопролитным днём израильско-палестинского конфликта со времени операции «Нерушимая скала» (2014).
6 апреля, по информации, опубликованной ТАСС, к пограничной полосе палестинские молодёжные активисты доставили около 10 тыс. шин и подожгли их для того, чтобы дезориентировать подразделения израильской армии и осложнить обзор израильским снайперам, занявшим боевые позиции по линии границы. Армия обороны Израиля применяла беспилотные летательные аппараты для сброса на демонстрантов бомб со слезоточивым газом, использовались и мощные водомёты. С начала столкновений 30 марта до 7 апреля 2018, по данным представителя минздрава в контролируемом движением ХАМАС анклаве Ашраф аль-Кедра (представленными порталом Palinfo) жертв среди палестинцев — около 30 человек, среди израильских военных жертв нет.
14 мая, в день, когда посольство США в Израиле было вопреки протестам палестинцев перенесено из Тель-Авива в Иерусалим, в пограничных столкновениях по данным Минздрава автономии погибли более 60 человек, в основном активисты ХАМАС. Израильская сторона направила в сектор Газа конвой с медикаментами, который руководство ХАМАС отказалось принять, объявив пропагандистским трюком; аналогичные гуманитарные грузы, направленные ООН и ПНА, были приняты.
По состоянию на 2 июня 2018 года, всего с начала «Марша возвращения», по подсчётам палестинских медиков, погибли 119 жителей сектора Газа, 13,3 тысячи человек пострадали от пуль и газа, 300 раненых находились в тяжёлом состоянии. Среди погибших и пострадавших есть и гражданские лица. О жертвах среди израильтян не сообщалось.
1 июня 2018 года была убита палестинская медсестра Разан Ан-Наджжар, которая помогала раненым протестующим.
6 июля в ходе очередных столкновений (15-го по счёту этапа «Марша великого возвращения») по данным минздрава сектора один палестинец был убит при попытке пробраться к пограничному забору и 396 получили ранения.
8 октября, согласно газете «Вести», около 5000 жителей сектора Газы приняли участие в массовых беспорядках у разделительных сооружений и у морской границы Израиля. Силами ЦАХАЛа была предотвращена попытка прорыва границы у кибуца Зиким, со стороны Газы были запущены воздушные шаров-поджигатели, в частности, приведшие к крупному пожару в лесу Шокеда. В ходе беспорядков «в руке у одного из нарушителей разорвалась осколочная граната, которую он намеревался метнуть в военнослужащих ЦАХАЛа. Несколько палестинцев получили ранения различной степени тяжести. Всего было ранено не менее 11 участников беспорядков».
В ноябре 2018 года официальный представитель ХАМАС высоко оценил поддержку Ирана, оказанную палестинцам в ходе «Великого марша возвращения», поблагодарил за то, что Иран «разделяет ценности и интересы палестинцев». Иран согласился принять у себя семьи погибших и раненых во время событий в Газе.
8 марта 2019 года, в 50-ю пятницу «марша возвращения», на границе с Израилем произошли очередные столкновения палестинцев с израильской армией, в результате чего, согласно минздраву сектора, боевыми патронами были ранены 16 жителей анклава.

## «Огненный террор»

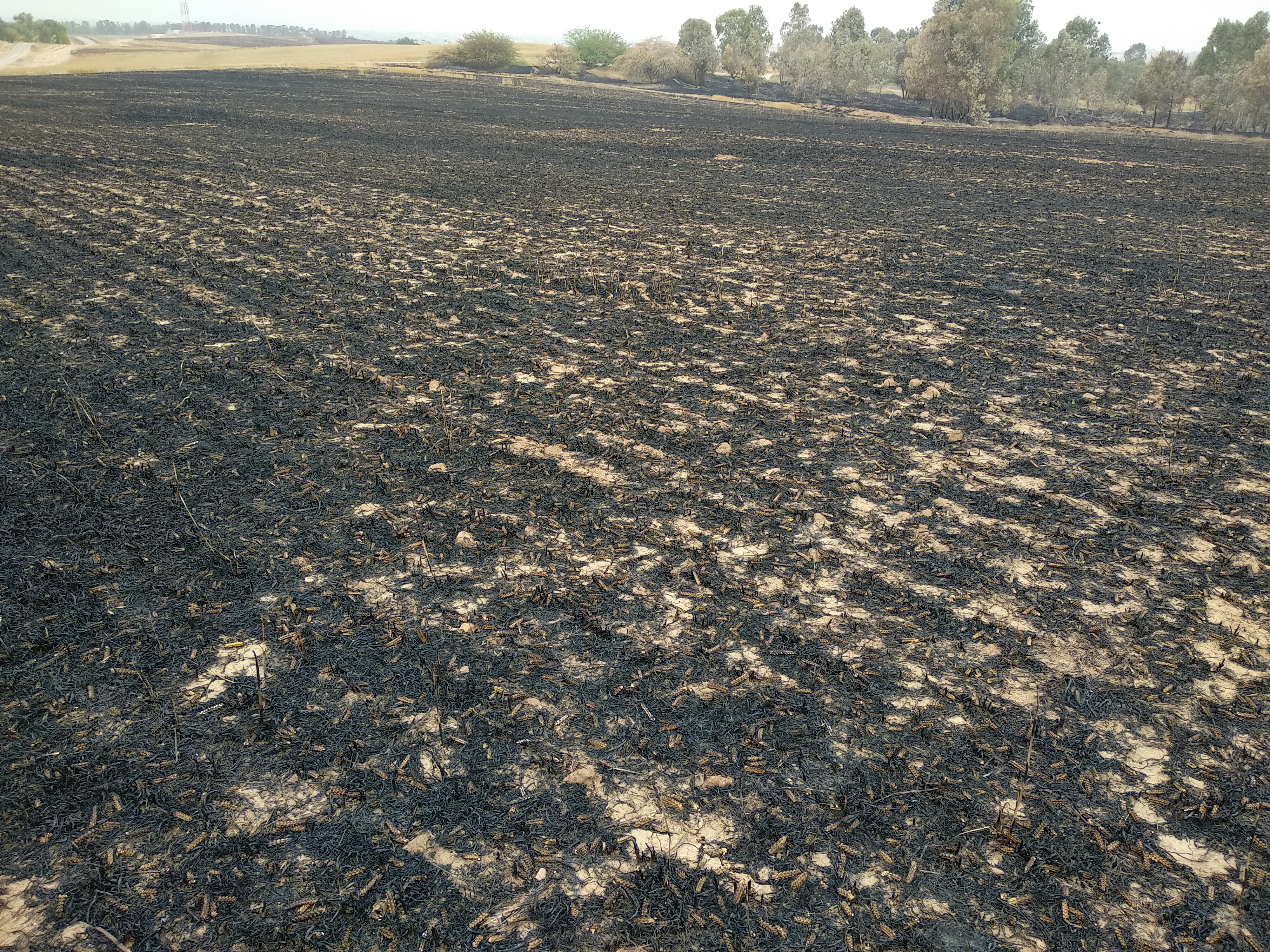
Поля в региональном совете Эшколь, сожженные в результате обстрелов воздушными змеями с коктейлями Молотова из сектора Газа

С апреля 2018 года активисты начали запускать из сектора Газа в сторону Израиля воздушные змеи, шары и т. д. с легковоспламеняющейся смесью и/или со взрывчаткой, приводящие к пожарам в приграничной полосе. Только 29-30 июля вокруг сектора Газы были зафиксированы и потушены более 50 полевых и лесных пожаров. Запуск подобных поджигательных и взрывчатых устройства привели к пожарам в израильских городах и поселках и угрозе жизни их жителей, в том числе и в детских учреждениях.
16 октября 2018 года Еврейский национальный фонд (ЕНФ-ККЛ) сообщил, что за предшествующие полгода поджигательные и взрывчатые устройства спровоцировали 1,100 пожаров и уничтожено «около 50 % лесных массивов, расположенных у границы с сектором Газы». Ранее ЕНФ-ККЛ сообщил о подготовке иска к организации «ХАМАС» в международные судебные инстанции за ущерб, «нанесенный лесам и угодьям ЕНФ-ККЛ в районах, граничащих с сектором Газа».
В ноябре Батья Холин и Адель Рамин, проживающие в приграничных кибуцах Кфар Аза и Нирим дали показания перед Комитетом по правам человека ООН в Женеве. После их многочасового рассказа о жизни под угрозой «ракет, зажигательных воздушных шаров и змеев, пожаров, террористических тоннелей», один из членов комитета спросил, «почему они продолжают жить в таком месте», а другие спросили о причине гибели палестинцев во время «демонстраций».

## Оценка событий и последствия
Президент Государства Палестина Махмуд Аббас 31 марта 2018 года заявил, что Израиль несёт ответственность за насилие, объявил национальный траур по погибшим и потребовал вмешательства международного сообщества.
Премьер-министр Израиля Биньямин Нетаньяху заявил 31 марта 2018 года, что Израиль защищал свой суверенитет и мирных жителей.
30 марта 2018 года Совет Безопасности ООН провел экстренные слушания по ситуации в Газе. И. о. заместителя генерального секретаря ООН по политическим вопросам Тайе-Брук Зерихун призвал Израиль выполнять свои обязательства в отношении прав человека в соответствии с международным правом и воздержаться от применения насилия в отношении мирных жителей, в особенности детей. Он также сообщил, что накануне Израиль усилил свои воинские подразделения у границы, включая специальные подразделения и БПЛА, и предупредил, что его действия будут направлены на предотвращение прорыва пограничного барьера и нарушения суверенитета Израиля. Представитель США Уолтер Миллер высказал сожаление, что Израиль не может участвовать в обсуждении из-за праздника Песах, и сообщил, что «ХАМАС использует демонстрации для разжигания насилия и подвергает опасности жизни людей». В заявлении, распространенном до заседания СБ, представитель Израиля в ООН Данни Данон возложил ответственность за потенциальное кровопролитие на движение ХАМАС, контролирующее сектор и вложившее в организацию столкновений на границе в период с 30 марта по 15 мая около 10 млн долларов. Он также подтвердил право Израиля на защиту своих суверенитета и мирных жителей.
На проведённом 31 марта голосовании США заблокировали проект заявления, подготовленный Кувейтом, в котором выражалась глубокая озабоченность по поводу гибели 16 «мирных демонстрантов», но, как отмечает израильская газета «Вести», отсутствовала информация «о массовых беспорядках и попытках нарушения суверенитета Израиля». В результате СБ ООН принял заявление, осуждающее применение насилия в секторе Газа.
6 апреля представитель США по международным переговорам Джейсон Гринблатт настойчиво призвал участников протестов к мирному, а не насильственному их проведению и не приближаться к пограничным заграждения ближе, чем на 500 м. Кроме того, он осудил лидеров и участников протестов, призывающих к насилию, и «намеренную отправку участников протестов, в том числе детей, к пограничной стене с угрозой для их здоровья и жизни».
7 апреля Евросоюз выразил «серьёзную озабоченность в отношении непропорционального использования силы» и призвал обе стороны к максимальной сдержанности для предотвращении дальнейшей эскалации. ЕС также призвал палестинские организации позволить администрации ПА «полностью восстановить свою власть в Газе, что критически важно для улучшения ситуации и положения людей в секторе».
9 апреля МИД России назвал «абсолютно неприемлемым» применение Израилем силы против гражданского населения в секторе Газа. Россия поддержала требование генсека ООН Антониу Гуттереша о проведении «независимого и прозрачного расследования инцидентов, которые привели к гибели людей», предложила разработать конкретные политические меры для урегулирования застарелого конфликта.
После массовой гибели палестинцев 14 мая Турция выслала из страны израильского посла Эйтана Наэ и генерального консула Израиля в Стамбуле. ЮАР отозвала своего посла в Израиле. В Бельгии и Ирландии израильские дипломаты были вызваны в местные правительства для объяснений.